# Dianthus persicus
Dianthus persicus là loài thực vật có hoa thuộc họ Cẩm chướng. Loài này được Hausskn. mô tả khoa học đầu tiên năm 1891.